# Christus Koning (Belalcázar)
Het beeld Christus Koning van Belalcázar (Spaans: El Cristo Rey de Belalcázar) is een circa 26 meter hoog Christusbeeld in het departement Caldas in Colombia. Het werd in de jaren 1948-1954 van staalbeton gebouwd.  
De totale hoogte van het monument bedraagt 45,5 meter. De vier verdiepingen tellende onderbouw is circa 20 meter hoog. 
Het monument staat op de Cerro del Oso op een hoogte van 1.632 meter boven de zeespiegel. 
In het beeld voert een trap naar het hoofd van het beeld. Ook de uitgestrekte armen zijn begaanbaar. Op de eerste etage bevindt zich een kleine kapel. 
Ondanks het feit dat Christus Koning van Belalcázar een monument van internationaal belang is, wordt het beeld slecht onderhouden. De reden is dat noch de eigenaren, noch de lokale regering de middelen voor het onderhoud hebben.
Het beeld wordt 's nachts verlicht.